# Japonia na Mistrzostwach Świata w Lekkoatletyce 2009
Japonia na Mistrzostwach Świata w Lekkoatletyce 2009 – reprezentacja Japonii podczas czempionatu w Berlinie liczyła 57 zawodników. Sportowcy z Kraju Kwitnącej Wiśni zdobyli 2 medale: srebrny w maratonie kobiet oraz brązowy w męskim rzucie oszczepem.

## Medale
- Yoshimi Ozaki –  srebrny medal w biegu maratońskim
- Yukifumi Murakami –  brązowy medal w rzucie oszczepem

## Występy reprezentantów Japonii

### Mężczyźni

#### Konkurencje biegowe
| Konkurencja           | Zawodnik                                                         | Eliminacje | Eliminacje | Ćwierćfinał   | Ćwierćfinał   | Półfinał      | Półfinał      | Finał         | Finał         |
| Konkurencja           | Zawodnik                                                         | Rezultat   | Poz.       | Rezultat      | Poz.          | Rezultat      | Poz.          | Rezultat      | Poz.          |
| --------------------- | ---------------------------------------------------------------- | ---------- | ---------- | ------------- | ------------- | ------------- | ------------- | ------------- | ------------- |
| 100 m                 | Masashi Eriguchi                                                 | 10.38      | 3          | 10.45         | 8             | nie awansował | nie awansował | nie awansował | nie awansował |
| 100 m                 | Shintaro Kimura                                                  | 10.47      | 3          | 10.54         | 8             | nie awansował | nie awansował | nie awansował | nie awansował |
| 100 m                 | Naoki Tsukahara                                                  | 10.28      | 2          | 10.15         | 3             | 10.25         | 8             | nie awansował | nie awansował |
| 200 m                 | Shinji Takahira                                                  | 20.86      | 2          | 20.69         | 4             | nie awansował | nie awansował | nie awansował | nie awansował |
| 200 m                 | Hitoshi Saitō                                                    | 21.38      | 6          | nie awansował | nie awansował | nie awansował | nie awansował | nie awansował | nie awansował |
| 200 m                 | Kenji Fujimitsu                                                  | 20.69      | 3          | 20.97         | 6             | nie awansował | nie awansował | nie awansował | nie awansował |
| 400 m                 | Yuzo Kanemaru                                                    | 46.83      | 4          | —             | —             | nie awansował | nie awansował | nie awansował | nie awansował |
| 400 m                 | Hideyuki Hirose                                                  | 46.80      | 7          | —             | —             | nie awansował | nie awansował | nie awansował | nie awansował |
| 5000 m                | Yuichiro Ueno                                                    | 14:30.76   | 16         | —             | —             | —             | —             | nie awansował | nie awansował |
| 10 000 m              | Yuki Iwai                                                        | —          | —          | —             | —             | —             | —             | 29:24.12      | 25            |
| 110 m ppł             | Tasuku Tanonaka                                                  | 13.84      | 7          | —             | —             | nie awansował | nie awansował | nie awansował | nie awansował |
| 400 m ppł             | Kenji Narisako                                                   | 49.60      | 5          | —             | —             | nie awansował | nie awansował | nie awansował | nie awansował |
| 400 m ppł             | Kazuaki Yoshida                                                  | 49.45 PB   | 3          | —             | —             | 50.34         | 8             | nie awansował | nie awansował |
| 3000 m z przeszkodami | Yoshitaka Iwamizu                                                | 8:39.03    | 8          | —             | —             | —             | —             | nie awansował | nie awansował |
| 4x100 m               | Masashi Eriguchi Naoki Tsukahara Shinji Takahira Kenji Fujimitsu | 38.53      | 2          | —             | —             | —             | —             | 38.30         | 4             |
| Maraton               | Satoshi Irifune                                                  | —          | —          | —             | —             | —             | —             | 2:14:54       | 14            |
| Maraton               | Masaya Shimizu                                                   | —          | —          | —             | —             | —             | —             | 2:14:06       | 11            |
| Maraton               | Kazuhiro Maeda                                                   | —          | —          | —             | —             | —             | —             | 2:19:59       | 39            |
| Maraton               | Arata Fujiwara                                                   | —          | —          | —             | —             | —             | —             | 2:31:06       | 61            |
| Maraton               | Atsushi Sato                                                     | —          | —          | —             | —             | —             | —             | 2:12:05       | 6             |
| Chód na 20 km         | Koichiro Morioka                                                 | —          | —          | —             | —             | —             | —             | 1:21:48       | 11            |
| Chód na 20 km         | Isamu Fujisawa                                                   | —          | —          | —             | —             | —             | —             | 1:25:12       | 30            |
| Chód na 20 km         | Yūsuke Suzuki                                                    | —          | —          | —             | —             | —             | —             | 1:30:21       | 42            |
| Chód na 50 km         | Yuki Yamazaki                                                    | —          | —          | —             | —             | —             | —             | DQ            | —             |
| Chód na 50 km         | Koichiro Morioka                                                 | —          | —          | —             | —             | —             | —             | 3:56:21       | 18            |
| Chód na 50 km         | Takayuki Tanii                                                   | —          | —          | —             | —             | —             | —             | DQ            | —             |

#### Konkurencje techniczne
| Konkurencja    | Zawodnik          | Eliminacje | Eliminacje | Finał         | Finał         |
| Konkurencja    | Zawodnik          | Rezultat   | Pozycja    | Rezultat      | Pozycja       |
| -------------- | ----------------- | ---------- | ---------- | ------------- | ------------- |
| Skok w dal     | Daisuke Arakawa   | 7.53       | 22         | nie awansował | nie awansował |
| Skok wzwyż     | Naoyuki Daigo     | 2.20       | 11         | nie awansował | nie awansował |
| Skok o tyczce  | Daichi Sawano     | 5.55       | 5          | 5.50          | 10            |
| Skok o tyczce  | Takafumi Suzuki   | 5.25       | 17         | nie awansował | nie awansował |
| Rzut oszczepem | Yukifumi Murakami | 83.10 PB   | 1          | 82.97         |               |
| Dziesięciobój  | Daisuke Ikeda     | —          | —          | 7788 PB       | 26            |

### Kobiety

#### Konkurencje biegowe
| Konkurencja           | Zawodnik                                                     | Eliminacje  | Eliminacje | Ćwierćfinał    | Ćwierćfinał    | Półfinał       | Półfinał       | Finał          | Finał          |
| Konkurencja           | Zawodnik                                                     | Rezultat    | Poz.       | Rezultat       | Poz.           | Rezultat       | Poz.           | Rezultat       | Poz.           |
| --------------------- | ------------------------------------------------------------ | ----------- | ---------- | -------------- | -------------- | -------------- | -------------- | -------------- | -------------- |
| 100 m                 | Momoko Takahashi                                             | 11.75       | 4          | Nie awansowała | Nie awansowała | Nie awansowała | Nie awansowała | Nie awansowała | Nie awansowała |
| 100 m                 | Chisato Fukushima                                            | 11.52       | 4          | 11.43          | 7              | Nie awansowała | Nie awansowała | Nie awansowała | Nie awansowała |
| 200 m                 | Chisato Fukushima                                            | 23.40       | 4          | —              | —              | Nie awansowała | Nie awansowała | Nie awansowała | Nie awansowała |
| 200 m                 | Momoko Takahashi                                             | 23.61       | 7          | —              | —              | Nie awansowała | Nie awansowała | Nie awansowała | Nie awansowała |
| 400 m                 | Asami Tanno                                                  | 53.30       | 5          | —              | —              | Nie awansowała | Nie awansowała | Nie awansowała | Nie awansowała |
| 5000 m                | Yurika Nakamura                                              | 15:21.01 PB | 6          | —              | —              | —              | —              | 15:13.01 PB    | 12             |
| 5000 m                | Yuriko Kobayashi                                             | 15:23.96    | 8          | —              | —              | —              | —              | 15:12.44       | 11             |
| 10 000 m              | Yukari Sahaku                                                | —           | —          | —              | —              | —              | —              | 33:41.17       | 20             |
| 10 000 m              | Kayoko Fukushi                                               | —           | —          | —              | —              | —              | —              | 31:23.49       | 9              |
| 10 000 m              | Yurika Nakamura                                              | —           | —          | —              | —              | —              | —              | 31:14.39 PB    | 7              |
| 100 m ppł             | Asuka Terada                                                 | 13.41       | 6          | —              | —              | Nie awansowała | Nie awansowała | Nie awansowała | Nie awansowała |
| 400 m ppł             | Satomi Kubokura                                              | 56.91       | 5          | —              | —              | Nie awansowała | Nie awansowała | Nie awansowała | Nie awansowała |
| 400 m ppł             | Sayaka Aoki                                                  | 1:03.56     | 7          | —              | —              | Nie awansowała | Nie awansowała | Nie awansowała | Nie awansowała |
| 3000 m z przeszkodami | Minori Hayakari                                              | 9:39.28     | 10         | —              | —              | —              | —              | Nie awansowała | Nie awansowała |
| 4x100 m               | Chisato Fukushima Momoko Takahashi Mayumi Watanabe Maki Wada | 44.24       | 4          | —              | —              | —              | —              | Nie awansowały | Nie awansowały |
| 4x400 m               | Sayaka Aoki Asami Tanno Mayu Sato Satomi Kubokura            | 3:34.46     | 8          | —              | —              | —              | —              | Nie awansowały | Nie awansowały |
| Maraton               | Yoshimi Ozaki                                                | —           | —          | —              | —              | —              | —              | 2:25:25        |                |
| Maraton               | Yoshiko Fujinaga                                             | —           | —          | —              | —              | —              | —              | 2:29:53        | 14             |
| Maraton               | Yuri Kano                                                    | —           | —          | —              | —              | —              | —              | 2:26:57        | 7              |
| Maraton               | Yukiko Akaba                                                 | —           | —          | —              | —              | —              | —              | 2:37:43        | 31             |
| Chód na 20 km         | Masumi Fuchise                                               | —           | —          | —              | —              | —              | —              | 1:31:15        | 7              |
| Chód na 20 km         | Mayumi Kawasaki                                              | —           | —          | —              | —              | —              | —              | DQ             | —              |
| Chód na 20 km         | Kumi Otoshi                                                  | —           | —          | —              | —              | —              | —              | 1:33:05        | 12             |

#### Konkurencje techniczne
| Konkurencja    | Zawodnik       | Eliminacje | Eliminacje | Finał          | Finał          |
| Konkurencja    | Zawodnik       | Rezultat   | Pozycja    | Rezultat       | Pozycja        |
| -------------- | -------------- | ---------- | ---------- | -------------- | -------------- |
| Skok w dal     | Sachiko Masumi | 6.23       | 15         | Nie awansowała | Nie awansowała |
| Skok o tyczce  | Takayo Kondo   | 4.10       | 15         | Nie awansowała | Nie awansowała |
| Rzut oszczepem | Yuki Ebihara   | 54.81      | 12         | Nie awansowała | Nie awansowała |